# Bajdrag gol
Bajdrag gol (mong. Байдраг гол) – rzeka w środkowej Mongolii. Liczy 295 km (lub 310 km) długości, a powierzchnia jej dorzecza wynosi 28 277 km². Bierze swój początek na południowych zboczach Changaju. Płynie w kierunku południowym i uchodzi do jeziora Böön Cagaan nuur u podnóży Ałtaju Gobijskiego. Rzeka jest wykorzystywana do nawadniania.